# Nisida Άgiοi Theodorοi
Nisida Άgiοi Theodorοi este o arie protejată (arie de protecție specială avifaunistică — SPA) din Grecia întinsă pe o suprafață de 79,11 ha, integral pe uscat.

## Localizare
Centrul sitului Nisida Άgiοi Theodorοi este situat la coordonatele 35°32′13″N 23°55′52″E / 35.536812°N 23.931018°E.

## Înființare
Situl Nisida Άgiοi Theodorοi a fost declarat arie de protecție specială avifaunistică în octombrie 2001 pentru a proteja 12 specii de animale.

## Biodiversitate
Situată în ecoregiunea mediteraneană, aria protejată nu include niciun habitat protejat.
La baza desemnării sitului se află mai multe specii protejate de  păsări (12): stârc cenușiu (Ardea cinerea), șorecarul comun (Buteo buteo), caprimulg (Caprimulgus europaeus), prepeliță (Coturnix coturnix), lăstun de casă (Delichon urbicum), Falco eleonorae, șoim călător (Falco peregrinus), sfrâncioc roșiatic (Lanius collurio), codobatura galbenă (Motacilla flava), grangur (Oriolus oriolus), vrabie negricioasă (Passer hispaniolensis), Phalacrocorax aristotelis desmarestii.
Pe lângă speciile protejate, pe teritoriul sitului au mai fost identificate 1 specie de păsări.